# Torsten Butler
Pierce Torsten Butler, född 27 november 1924 i Lidköping, död 28 mars 2007 i Lund, var en svensk arkitekt.
Butler utexaminerades från Kungliga Tekniska högskolan 1950, från Kungliga Konsthögskolan 1959, blev teknologie licentiat 1972 och förklarades doktorskompetent 1981. Han var anställd hos Sven Kjerr 1949–1952, hos Gösta Wiman 1952–1954, hos Peter Bjugge 1954–1958, hos Klas Anshelm 1958–1960, hos K-konsult i Lund 1958–1966 med eget projektansvar. Han bedrev egen verksamhet från 1960. Han medverkade i ett SIDA-uppdrag i Tunisien för bostäder åt bönder. Han var medarbetare i Blandaren 1947–1948, var skribent i Nationalencyklopedin och medverkade i radio- och TV-program.
Butler var verksam vid arkitektursektionen vid Lunds tekniska högskola 1966-1989, universitets-/högskolelektor 1968–1989, vikarierande professor omkring fem år av dessa, studierektor 1971–1979 och prodekanus 1979–1982. Han höll från 1989 kurser i Lund om arkitektur för lärare, ingenjörer, antikvarier med flera samt husbyggnadskurser på linjen för fysisk planering vid Högskolan i Karlskrona. Han medverkade i arkitektur I:s trappforskning under 1980-talet och bedrev pedagogiskt utvecklingsarbete inom arkitektutbildningen 1966–1989. Han verkade inom SAR och arkitektsektionen i Lund från 1960 med förbättring av undervisningen om bebyggelse i den svenska skolan. Han var ordförande i Arkitektföreningen för Södra Sverige, SAR:s fullmäktige och förbundets arbetsgrupp Arkitektur i skolan. Han skrev licentiatavhandlingen Barnens skolvägar och trafikvanor 1966–1972, Arkitektur i skolan, utgiven av SAR, samt ett stort antal artiklar i dagspressen och facktidskrifter.
Hos K-konsult utförde Butler 1960–1966 verkstadsbyggnad på Östra kyrkogården i Malmö i anslutning till Sigurd Lewerentz förrådsbyggnad (godkänd av S.L.), byggnad för spannmålshantering, några mindre bostadshus, andelsbageri på Österlen och ett antal stadsplaner och mindre byggnadsplaner och bostadsutställningar. Av hans egna projekt kan nämnas restaurering av tre mindre bostadshus från 1800-talet, två i Lund 1964, ett i Svalöv 1974, radhuslänga i Lund 1963 (tillsammans med arkitekt Bo Grönquist); tjänstebostad och ombyggnad av utställningslokaler åt Kulturen i Lund 1968; eget fritidshus i Vejbystrand 1977; ombyggnad av fritidshus i Abbekås 1978, i Vejbystrand 1990, några mindre bostadshus, översiktsplan över Lunds kommunblock 1967–1972 (tillsammans med professor Lennart Kvarnström och professor Sten Samuelson) och generalplan för Genarp 1972.